# Kotarmen
Kotarmen är en sjö i Surahammars kommun i Västmanland och ingår i Norrströms huvudavrinningsområde. Sjön är 4,8 meter djup, har en yta på 0,03 kvadratkilometer och är belägen 102 meter över havet.